# Чжанцзяцзе
Чжанцзяцзе (кит. спр. 张家界, піньїнь: Zhāngjiājiè) — міський округ в провінції Хунань, КНР. Назва означає «кордон сім'ї Чжан» і пов'язана з тим, що після заснування імперії Хань тут жив на самоті стратег Чжан Лян.

## Клімат
Місто знаходиться у зоні, котра характеризується вологим субтропічним кліматом. Найтепліший місяць — липень із середньою температурою 26.7 °C (80.1 °F). Найхолодніший місяць — січень, із середньою температурою 4 °С (39.2 °F).
| Клімат Чжанцзяцзе       | Клімат Чжанцзяцзе | Клімат Чжанцзяцзе | Клімат Чжанцзяцзе | Клімат Чжанцзяцзе | Клімат Чжанцзяцзе | Клімат Чжанцзяцзе | Клімат Чжанцзяцзе | Клімат Чжанцзяцзе | Клімат Чжанцзяцзе | Клімат Чжанцзяцзе | Клімат Чжанцзяцзе | Клімат Чжанцзяцзе | Клімат Чжанцзяцзе |
| Показник                | Січ.              | Лют.              | Бер.              | Квіт.             | Трав.             | Черв.             | Лип.              | Серп.             | Вер.              | Жовт.             | Лист.             | Груд.             | Рік               |
| Середня температура, °C | 4                 | 5,1               | 9,7               | 15,6              | 20,1              | 23,5              | 26,7              | 26,4              | 22,1              | 16,8              | 11,4              | 6,3               | 15,6              |
| Норма опадів, мм        | 35.1              | 49.6              | 91.6              | 166.9             | 218.3             | 242.6             | 192.7             | 155.1             | 107.7             | 111.4             | 68.5              | 35.4              | 1474.9            |
| Днів з опадами          | 14,8              | 14,2              | 17,1              | 18,5              | 18,1              | 15,9              | 13                | 13,4              | 12,9              | 16,5              | 16,2              | 14,8              | 185,4             |
| Вологість повітря, %    | 74.8              | 75.6              | 76.1              | 77.4              | 77.6              | 77.9              | 75.9              | 74.6              | 75.2              | 76.9              | 77                | 75                | 76.2              |
| ----------------------- | ----------------- | ----------------- | ----------------- | ----------------- | ----------------- | ----------------- | ----------------- | ----------------- | ----------------- | ----------------- | ----------------- | ----------------- | ----------------- |
| Джерело: Weatherbase    |                   |                   |                   |                   |                   |                   |                   |                   |                   |                   |                   |                   |                   |

## Адміністративний поділ
Міський округ поділяється на 2 райони і 2 повіти:
| Карта                           | Карта     | Карта    | Карта            |
| ------------------------------- | --------- | -------- | ---------------- |
| Санчжи Цилі ① Юндін ① Улін'юань |           |          |                  |
| Статус                          | Назва     | Оригінал | Населення (2020) |
| Район                           | Улін'юань | 武陵源区 | 60 857           |
| Район                           | Юндін     | 永定区   | 517 595          |
| Повіт                           | Санчжи    | 桑植县   | 376 082          |
| Повіт                           | Цилі      | 慈利县   | 562 493          |

## Пам'ятки
- Національний лісовий парк Чжанцзяцзе
- Національний Парк гори Тяньмень
- Ландшафтна та історична територія Улін'юань

## Міста-побратими
- Хадон, Республика Корея (2006)
- Санта-Фе, США (2009)
- Наруто, Япония (2011)